# 遠州横須賀三熊野神社大祭
三熊野神社大祭（みくまのじんじゃたいさい、英語: Mikumano Jinja Taisai）は、静岡県掛川市の三熊野神社で行われる祭礼。遠州横須賀三熊野神社大祭（えんしゅうよこすかみくまのじんじゃたいさい、英語: Enshū Yokosuka Mikumano Jinja Taisai）とも表記される。

## 概要

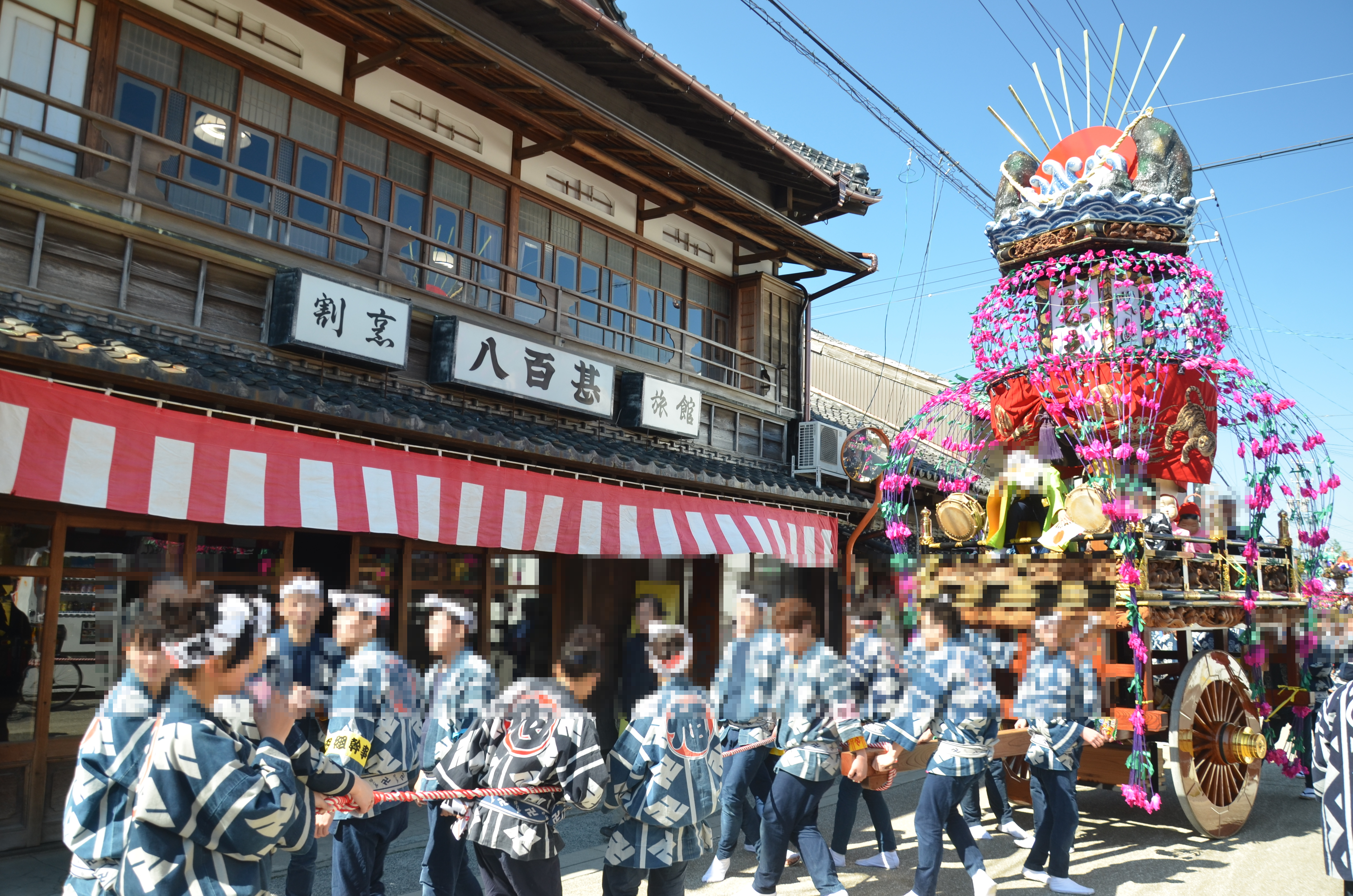
大祭にて引き廻される祢里（2014年4月5日撮影）

静岡県掛川市西大渕に鎮座する三熊野神社の祭礼である。毎年4月の第1金曜日、および、土曜日、日曜日に挙行される。神輿の渡御とともに祢里が引き廻され、囃子が奉納される。江戸の天下祭の古い習俗を遺している。

## 沿革

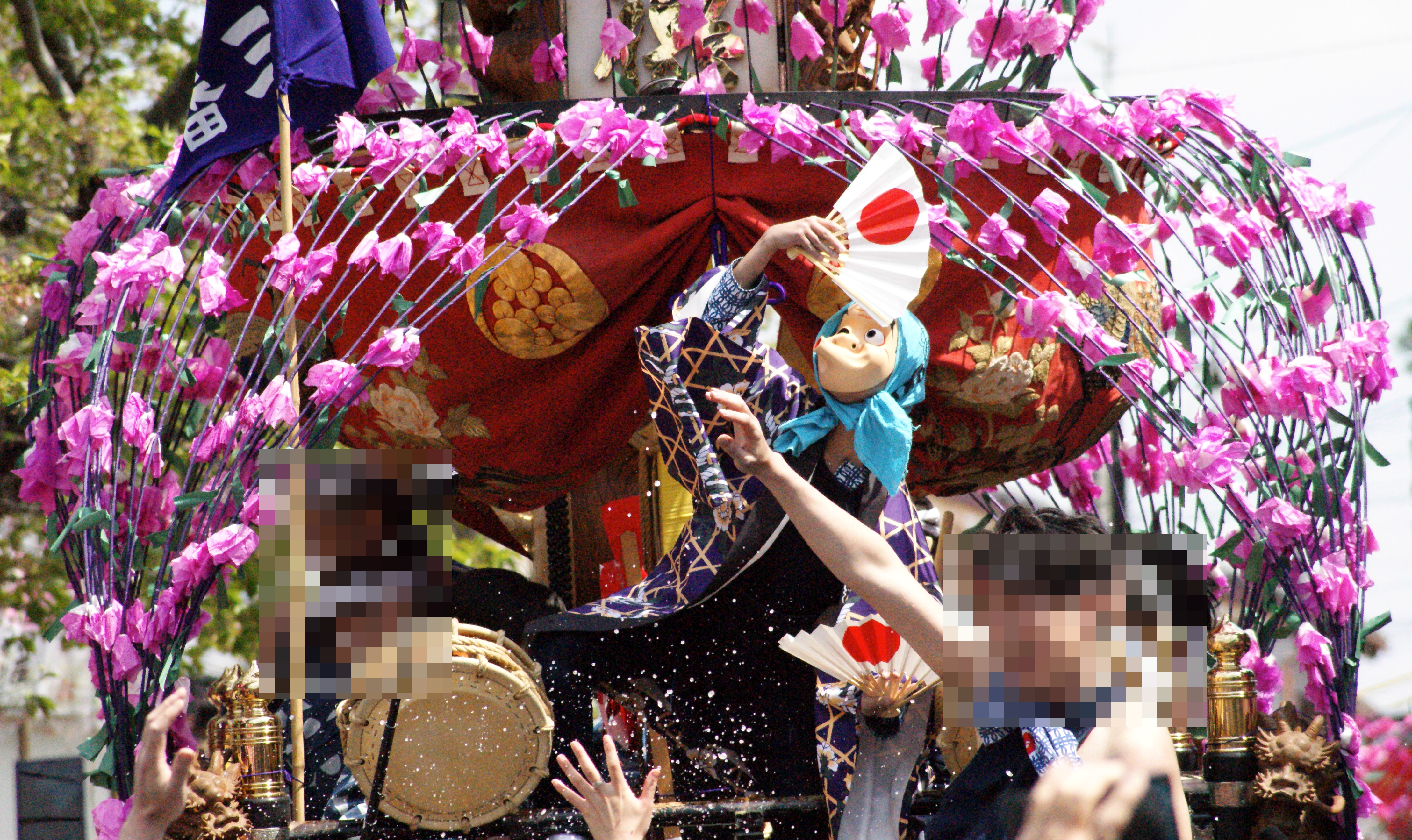
三社祭礼囃子を奏でる人々（2018年4月8日撮影）

三熊野神社大祭の源流は、少なくとも江戸時代にまで遡る。1690年頃（元禄年間）の時点で既に舞踊を主体とした祭礼が存在していたとされる。その後、1720年頃（享保年間）になって横須賀藩の藩主であった西尾忠尚が神田祭や山王祭など江戸の文化をこの地に齎したとされる。この西尾が伝えた祭礼文化が、令和に伝わる三熊野神社大祭の原型となったとされる。
三熊野神社大祭で引き廻される屋台は祢里と呼ばれており、一本柱万度型に分類されている。三熊野神社大祭の祢里は江戸屋台の古い伝統を遺している。また、二輪屋台の祭囃子として有名な「三社祭礼囃子」は、静岡県の無形民俗文化財第1号に指定された。また、2019年（平成27年）には「三熊野神社大祭の祢里行事」として、国の記録作成等の措置を講ずべき無形の民俗文化財に選択されている。また、三熊野神社は子授けの神として古くから崇敬されており、子授けの神事も行われている。

## 山車祭りとしての側面

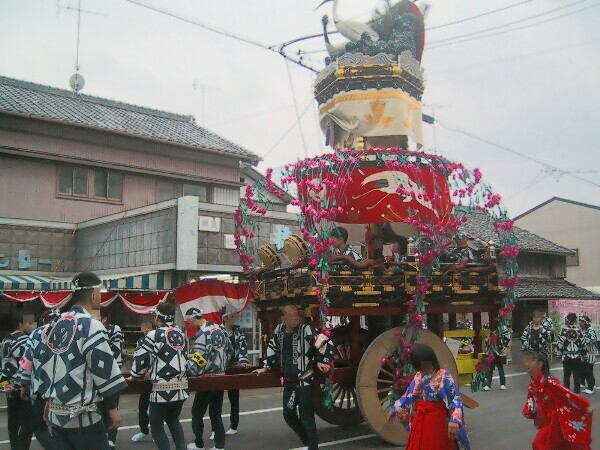
大祭にて引き廻される祢里

横須賀の祭り屋台は、俗に「一本柱万度型」と言われる様式で、当地では一般的に「祢里（ねり）」と呼ばれる。この一本柱万度型は遠州横須賀から主として大井川～天竜川の間の近隣地域に伝搬し、よく似た形態で実施されている。禰里は近隣地域では単に「屋台」と呼ばれている場合もある。
この一本柱万度型の屋台は、既に東京都では失われており、現代では横須賀地区とその近隣にしか残っていない。

## 禰里の構造

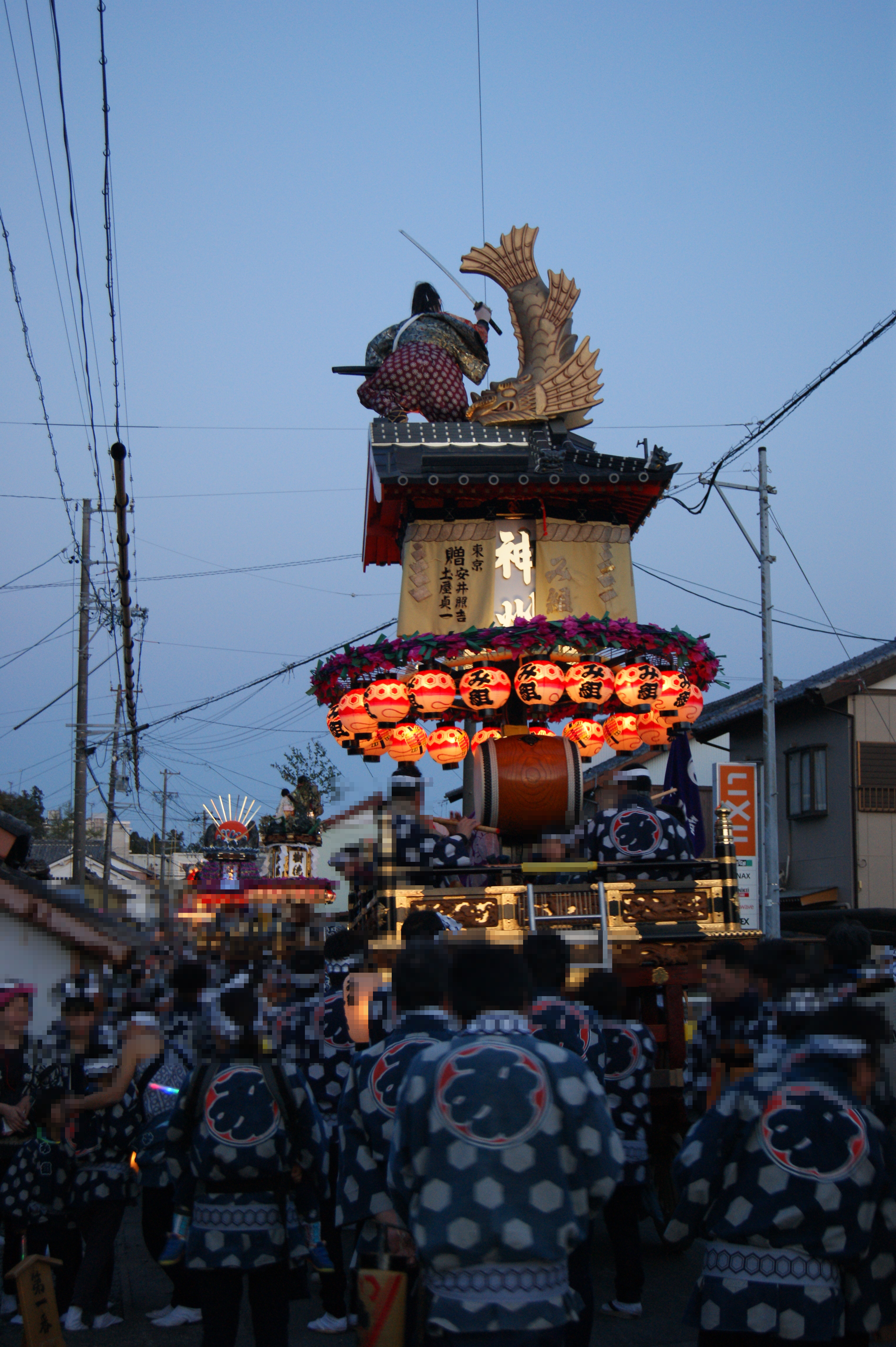
提灯を点灯した祢里（2018年4月8日撮影）

曳き車に心源棒と呼ばれる柱を立てて花飾りをし、その上に万度（万灯）と呼ばれる飾りを置く（「一本柱万度型」の呼称はここから来ている）。万度には漢籍から引用した格言が書かれており、更にその上に山車人形が飾られる。おおよそ6メートル近い高さになるため、横須賀の町内では交通信号や電線が禰里に接触しないよう、電線の位置を高くしたり交通信号を可動式にしたりするなどの配慮がなされている。
1996年（平成8年）の神田祭には一本柱万度型屋台の里帰りイベントとして、また2003年（平成15年）以降、隔年で江戸開府400年祭を記念してそれぞれ2町の屋台が東京（日比谷公園～丸の内）で引き回されている。2015年5月にも神田祭神田明神ご遷座400年奉祝祭に参加している。

### 祭囃子

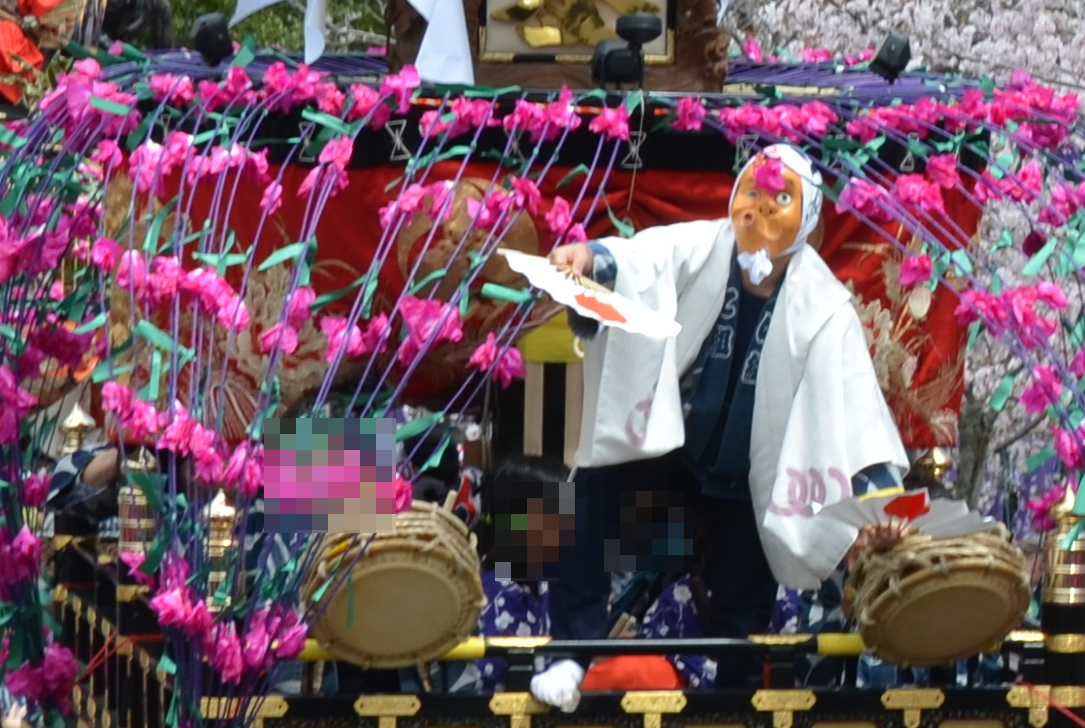
三社祭礼囃子を奏でる人々（2014年4月5日撮影）

横須賀の祭囃子は、西尾忠尚が参勤交代をする際、御家人衆が習ったものが原型とされ、横須賀独自の調子が加えられて現在の形となった。三社祭礼囃子と呼ばれている。
曲目は、大間、屋台下、馬鹿囃子の道中囃子3曲と、昇殿、鎌倉、四丁目の3曲からなる役太鼓がある。参加者は屋台を曳きながら「シタシタ」という囃し声を上げる。これは大名行列の「下に下に」を真似たものと言われ、横須賀の祭り形態が伝搬した近隣の二輪屋台の祭りの地域でもよく聞かれる。
二輪屋台の祭囃子の起源となったことから、1955年（昭和30年）に県の無形民俗文化財第1号に指定された。

## 子授けの祭り
同時に三熊野神社の祭礼は子授けの祭りとしても有名である。三熊野神社は701年（大宝元年）、文武天皇の皇后藤原宮子の皇子（後の聖武天皇）誕生の折に熊野本宮をこの地に祀ったことから創建された神社で、屋台の引き回しと同時に、子授けの神事も行われている。
子授けの神事は、「おねんねこさま」と呼ばれる神子人形を抱いて三熊野神社から横須賀の町を巡り、お祓いを受けるものである。遠方からお祓いを受けに来る人も多く、横須賀の祭りのもうひとつの名物となっている。